# Ferdinand Manilius
Ferdinand Abdon Manilius (Ieper, 30 juli 1796 - Gent, 16 maart 1861) was een Belgisch volksvertegenwoordiger.

## Levensloop

Medaille 10 juni 1856 (voorkant)
Medaille 10 juni 1856 (achterkant)

Manilius was een zoon van Ferdinand Manilius en Marie-Joséphine Fortry. Hij trouwde met Anne-Marie Verdrengh. Hij is niet te verwarren met zijn tijdgenoot en wellicht verwante, de hardnekkige Gentse orangist Charles Manilius (1778-1852).
Na een militaire loopbaan van 1815 tot 1818, was Manilius vanaf de jaren twintig actief in de katoenindustrie.
In 1835 werd hij verkozen tot liberaal volksvertegenwoordiger voor het arrondissement Gent en vervulde dit mandaat tot in juni 1856, toen hij niet herkozen werd. Als dank voor het gepresteerde werk bood de Liberale Partij hem een banket aan waarop 350 sympathisanten inschreven. Een medaille werd hem bij die gelegenheid aangeboden. In december 1857 was hij opnieuw volksvertegenwoordiger, in opvolging van Henri T'Kint de Roodenbeke de Naeyer en ditmaal bleef hij in functie tot aan zijn dood. Hij werd opgevolgd als volksvertegenwoordiger door August de Maere.
Hij was nauw betrokken bij de Gentse Burgerwacht:
- luitenant in 1828,
- kolonel-stafchef in 1830-1855.

Hij was ook gemeenteraadslid van Gent, van 1856 tot aan zijn dood.